# Đường sắt Hà Nội – Hải Phòng
Đường sắt Hà Nội – Hải Phòng là tuyến đường sắt nối thủ đô Hà Nội với thành phố cảng Hải Phòng. Tuyến này được thực dân Pháp khởi công xây dựng từ năm 1901. Ngày 16-6-1902, toàn tuyến được chính thức đưa vào khai thác.

Mặt trước nhà Ga Hàng Cỏ, Hà Nội khoảng năm 1912

Tuyến đường sắt này dài 102 km đi qua 4 tỉnh thành phố là Hà Nội, Hưng Yên, Hải Dương và Hải Phòng nó chính là một "cạnh" của tam giác phát triển kinh tế (Hà Nội – Hải Phòng – Quảng Ninh) của vùng kinh tế trọng điểm phía bắc. Điểm đầu là ga Hà Nội và điểm cuối là ga Hải Phòng.
- Các tỉnh, thành: Hà Nội – Hưng Yên – Hải Phòng

## Ga danh sách
| TT | Cây số | Tên ga     | Địa chỉ                                                             | Điện thoại     | Số fax         |
| -- | ------ | ---------- | ------------------------------------------------------------------- | -------------- | -------------- |
| 1  | 0      | Hà Nội     | 120 đường Lê Duẩn, phường Văn Miếu – Quốc Tử Giám, thành phố Hà Nội | 024-39.423.697 | 024-37.470.336 |
| 2  | 2      | Long Biên  | 1 phố Gầm Cầu, phường Hoàn Kiếm, thành phố Hà Nội                   | 024-39.422.770 |                |
| 3  | 5,44   | Gia Lâm    | ngõ 481 phố Ngọc Lâm, phường Bồ Đề, thành phố Hà Nội                | 024-38.730.083 |                |
| 4  | 10,77  | Cầu Bây    | 68 đường Nguyễn Văn Linh, phường Long Biên, thành phố Hà Nội        |                |                |
| 5  | 16,21  | Phú Thụy   | 2 đường Nguyễn Bình, xã Gia Lâm, thành phố Hà Nội                   | 024-36.780.311 |                |
| 6  | 24.8   | Lạc Đạo    | Xã Lạc Đạo, tỉnh Hưng Yên                                           | 0221-3989.282  |                |
| 7  | 32.56  | Tuấn Lương | Xã Đại Đồng, tỉnh Hưng Yên                                          | 0221-3853.729  |                |
| 8  | 40.14  | Cẩm Giàng  | Xã Cẩm Giang, thành phố Hải Phòng                                   | 0220-3789.095  |                |
| 9  | 50,87  | Cao Xá     | Phường Việt Hòa, thành phố Hải Phòng                                | 0220-3853.729  |                |
| 10 | 57,01  | Hải Dương  | Phường Thành Đông, thành phố Hải Phòng                              | 0220-3853.729  |                |
| 11 | 63,6   | Tiền Trung | Phường Ái Quốc, thành phố Hải Phòng                                 |                |                |
| 12 | 68     | Lai Khê    | Xã Lai Khê, thành phố Hải Phòng                                     |                |                |
| 13 | 71,25  | Phạm Xá    | Xã Lai Khê, thành phố Hải Phòng                                     | 0220-3729.116  |                |
| 14 | 78,25  | Phú Thái   | Xã Phú Thái, thành phố Hải Phòng                                    | 0220-3720.181  |                |
| 15 | 86,11  | Dụ Nghĩa   | Phường Hồng An, thành phố Hải Phòng                                 | 0225-3618.752  |                |
| 16 | 91,25  | Vật Cách   | Phường An Dương, thành phố Hải Phòng                                |                |                |
| 17 | 97,64  | Thượng Lý  | Phường Hồng Bàng, thành phố Hải Phòng                               | 0225-3824.583  |                |
| 18 | 101,75 | Hải Phòng  | 75 Lương Khánh Thiện, phường Gia Viên, thành phố Hải Phòng          | 0225-3921.333  | 0225-3921.347  |